# O Que É Que A Baiana Tem?
O que é que a baiana tem? (dịch nghĩa: Người phụ nữ đến từ Bahia có gì?) là một bài hát được Dorival Caymmi  sáng tác vào năm 1939 và được Carmen Miranda thu âm.
Bài hát đã trở thành bất tử với giọng hát của nghệ sĩ người Brazil, Carmen Miranda, người đã hát bài hát samba này trong bộ phim Banana da Terra (1939), do Ruy Costa đạo diễn. Bên cạnh bộ phim Banana da Terra, "O que é que a baiana tem?" đã được Miranda trình bày trong buổi biểu diễn âm nhạc tại sân khấu Broadway The Streets of Paris trong khoảng thời gian từ 1939 đến 1940 và trong bộ phim Greenwich Village (1944).